# SS-N-33 Zirkon
Die Zirkon (russisch Циркон) ist ein schiffsgestützter Hyperschall-Seezielflugkörper aus russischer Produktion. Der GRAU-Index für das Gesamtsystem lautet 3K22 und der Flugkörper wird als 3M22 bezeichnet. Der NATO-Codename der Rakete lautet SS-N-33.

## Entwicklung
Zirkon ist eine Weiterentwicklung des ГЭЛА, Гиперзвуковой Экспериментальный Летательный Аппарат (GELA / HELA) (Experimenteller Hyperschallflugapparat) von der NPO Maschinostrojenija. Das HELA wurde erstmals auf der Luft- und Raumfahrtmesse MAKS 1995 präsentiert. Die eigentliche Zirkon wurde erstmals 2011 erwähnt und verschwand dann wieder aus den Veröffentlichungen. 2012/2013 sollen erste Tests mit einer Hyperschallwaffe erfolgt sein, bei denen die Rakete aber nicht in der Lage war, die hohe Geschwindigkeit für einen längeren Zeitraum zu halten.
Im Jahr 2015 wurde die Hyperschallrakete als Waffe für den Kreuzer Admiral Nachimow angekündigt, der bis voraussichtlich 2021 modernisiert werden sollte (Stand 2022 soll die Modernisierung 2023 beendet sein). Auch der Kreuzer Pjotr Weliki, neben der Admiral Nachimow das einzig verbliebene weitere Schiff des Projekts 1144 (Kirow-Klasse), soll nach Angaben des russischen Verteidigungsministeriums mit der Zirkon bewaffnet werden.

## Technik
Die Waffe befindet sich in der Entwicklung und die meisten Details zu Fortschritt und Kosten sind geheim. Auch existiert kein öffentlich zugängliches Bildmaterial und über die Leistungsdaten wird spekuliert. Die Zirkon-Lenkwaffen sollen vorerst primär auf Schiffen stationiert werden. Dazu werden sie in der Senkrechtstartanlage für Flugkörper vom Typ 3R14 (3S14) untergebracht. Aus dieser Senkrechtstartanlage können auch Lenkwaffen vom Typ P-800 Oniks oder Kalibr gestartet werden. Gemäß russischen Angaben handelt es sich beim Zirkon um einen Flugkörper mit zwei Antriebsstufen. Da ein Staustrahltriebwerk keinen Startschub erzeugt, erfolgt der Start der Lenkwaffe zuerst durch ein Feststoffraketentriebwerk. Ist dieses ausgebrannt und genügend Staudruck vorhanden, wird es abgesprengt. Nach dieser Trennung wird das Staustrahl-Marschtriebwerk der Lenkwaffe gezündet. Als Flüssigtreibstoff soll ein synthetischer Kraftstoff mit der Bezeichnung Decilin-M zum Einsatz kommen. Dieser ist vermutlich dem JP-10 ähnlich. Der Marschflug soll in einer Flughöhe von 30–40 km erfolgen. In etwa 33 km Höhe beträgt der Luftdruck nur mehr etwa 1 % des Drucks auf Meereshöhe, was den Luftwiderstand stark reduziert, allerdings auch den Partialdruck des Sauerstoffs, den das Staustrahltriebwerk zum Verbrennen braucht. Bei einer Fluggeschwindigkeit von Mach 8 (rund 10.780 km/h) soll Zirkon eine Reichweite von 250–500 km erzielen. Die Lenkung erfolgt vermutlich mit einem inertialen Navigationssystem und für die Zielortung wird vermutlich eine aktive Radarzielsuche verwendet. Bei dem Flug durch die Erdatmosphäre mit Hyperschallgeschwindigkeit entsteht eine sehr hohe Reibungshitze auf der Raketenoberfläche, die eine Hitzebeschichtung, insbesondere der Raketenspitze und der Lenkflächen notwendig macht. Gemäß russischen Angaben sollen dafür neue Werkstoffe entwickelt worden sein.

## Status

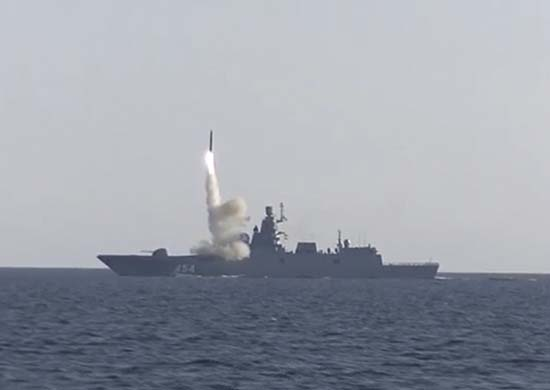
Start einer Zirkon auf der Fregatte Admiral Golowko.

Der Entwicklungsstand der Zirkon unterliegt seit dem Projektstart einer ausgeprägten Desinformationskampagne. So berichtete Generaloberst Wiktor Bondarew, der Kommandant der Luft- und Weltraumkräfte, bereits im November 2017, dass sich die Zirkon im Bestand der russischen Streitkräfte befinde. Im Februar 2019 verkündete Wladimir Putin, dass die Einführung der Zirkon unmittelbar bevorstehe. Bei TASS und in der Nesawissimaja gaseta war jedoch auch Ende 2019 immer noch von Tests die Rede. Im Januar 2020 ließ Nikolai Jewmenow, der Oberbefehlshaber der russischen Marine, vermelden, dass die Zirkon immer noch an Kinderkrankheiten leide und er mit der Einführung des Systems Mitte der 2020er-Jahre rechne. Am 6. Oktober 2020 vermeldete die russische Nachrichtenagentur TASS, dass von der Fregatte Admiral-Gorschkow eine Zirkon-Rakete gestartet wurde. Nach dem Start soll die Rakete eine Distanz von 450 km in etwa viereinhalb Minuten zurückgelegt haben, was einer Durchschnittsgeschwindigkeit von etwa 6000 km/h entspricht. Gemäß russischen Angaben erreichte die Rakete dabei eine Maximalgeschwindigkeit von Mach 8 und eine Höhe von 28 km. Ein weiterer Test fand im Oktober 2021 von dem U-Boot Sewerodwinsk der Klasse Projekt 885 statt.
Nach einem weiteren Teststart im Februar 2022 ab einem Schiff der Admiral-Gorschkow-Klasse wird im Westen angenommen, dass die 3K22 Zirkon operationell ist. Am 28. Mai 2022 meldete Russland den erfolgreichen Flug einer Zirkon über 1000 km von einem Schiff in der Barentssee zu einem Ziel im Weißen Meer.

## Kriegseinsatz
Russland habe im Russisch-Ukrainischen Krieg erstmals eine Zirkon eingesetzt, so die Ukraine nach der Untersuchung von Trümmern, die an der Einschlagsstelle am 7. Februar 2024 gefunden wurden. In der Rede zur Lage der Nation von Vladimir Putin am 29. Februar 2024 bestätigte dieser den Einsatz im Ukraine-Krieg. Am 25. März 2024 wurde die Waffe erneut gegen Kiew eingesetzt und laut ukrainischer Darstellung abgeschossen.
Untersuchungen der Einsätze in der Ukraine legen nahe, dass die Angaben zur Wirksamkeit der Waffe sich in der Realität nicht bestätigen. Sollte die Ukraine in der Lage gewesen sein, die Rakete abzuschießen, müsste diese kurz vor dem Einschlag deutlich langsamer fliegen als die angegebenen über 10.000 km/h. Das Royal United Services Institute for Defense and Security Studies geht davon aus, dass die Waffe vor dem Einschlag auf etwa 5.500 km/h abbremsen muss. Außerdem sei die Rakete weniger präzise als angenommen. Noch nicht beendete Untersuchungen der Forensik in Kiew sollen außerdem zeigen, dass nur ein Zehntel der angegebenen Sprengstoffmenge tatsächlich in der Rakete vorhanden seien.
Nach Angaben russischer Staatsmedien trafen jedoch beide Raketen ihre beabsichtigten Ziele, wobei es sich Berichten zufolge um einen Gebäudekomplex des ukrainischen Inlandsgeheimdiensts SBU sowie um den Flughafen Schuljany handeln soll.